# Corapipo leucorrhoa
El saltarín gorgiblanco oriental (Corapipo leucorrhoa), también denominado saltarín buchiblanco (en Venezuela) o saltarín gorguiblanco o gorriblanco (en Colombia),  es una especie de ave paseriforme de la familia Pipridae, una de las tres pertenecientes al género Corapipo. Es nativo del noroeste de América del Sur.

## Distribución y hábitat
Se distribuye localmente en la Serranía del Perijá, oeste de Venezuela (estribaciones bajas de los Andes) y centro norte y oeste de Colombia (al sur hasta el medio valle del Magdalena, al este hasta el noroeste de Arauca, también en la pendiente del Pacífico en Valle).
Esta especie es considerada poco común y local en su hábitat natural: el sotobosque de selvas húmedas, principalmente en estribaciones, hasta los 1200 m s. n. m. de altitud.

## Sistemática

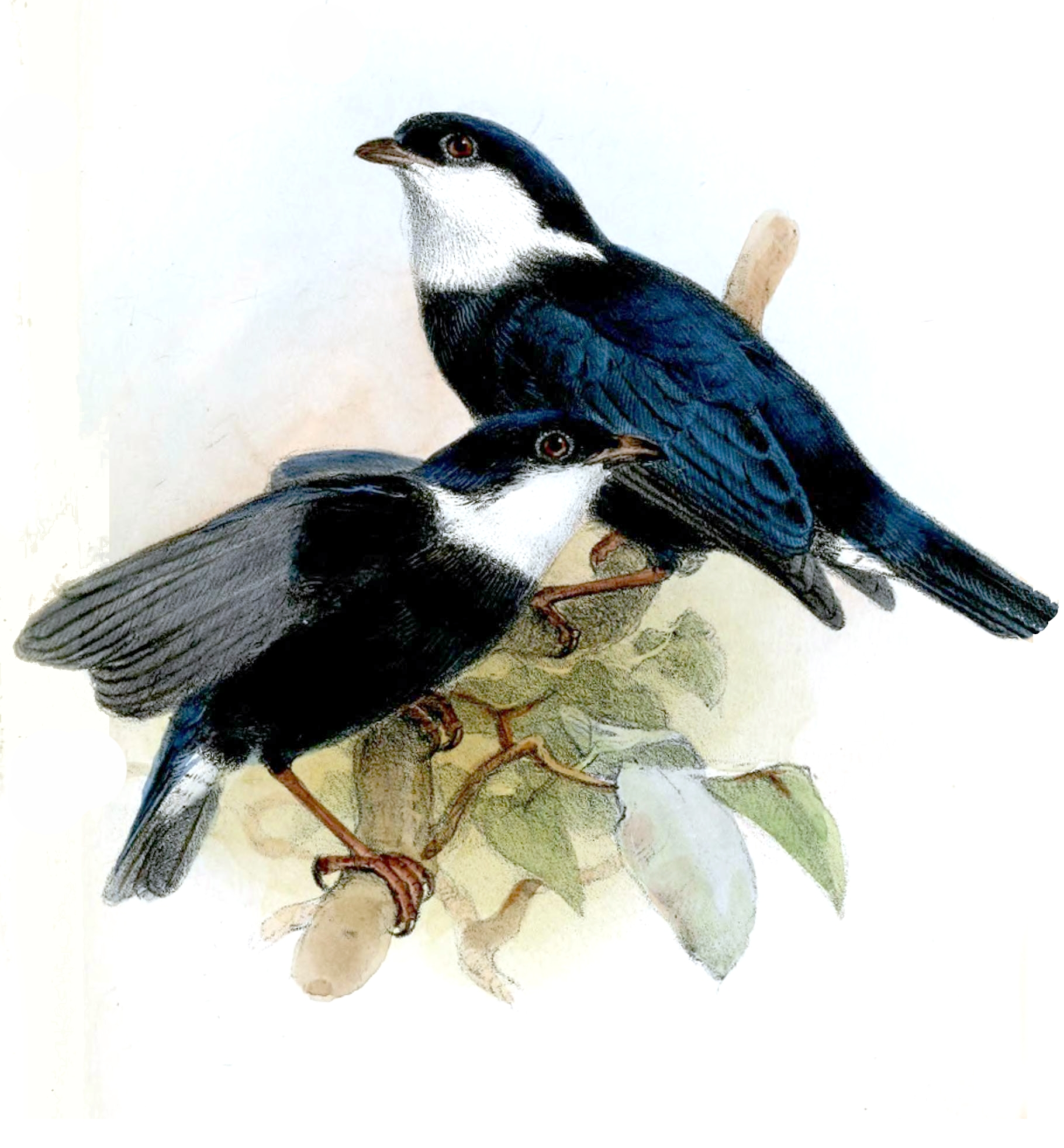
Pipra leucorrhoa, ilustración de Wolf en Proceedings of the Zoological Society of London, 1863.

### Descripción original
La especie C. leucorrhoa fue descrita por primera vez por el zoólogo británico Philip Lutley Sclater en 1863 bajo el nombre científico Pipra leucorrhoa; su localidad tipo es: « New Granada = Colombia; restringido para Bucaramanga, Santander».

### Etimología
El nombre genérico femenino «Corapipo» se compone de la palabra del griego «korax, korakos» que significa ‘cuervo’ (por el color negro) o «korē» que significa ‘ninfa’, ‘títere’; y de la palabra del latín moderno  «pipo» que es la designación genérica de los saltarines; y el nombre de la especie, «leucorrhoa» se compone de las palabras del griego «leukos» que significa ‘blanco’ y «orrhos» que significa ‘rabadilla’.

### Taxonomía
Es muy próxima a Corapipo altera y son tratadas como conespecíficas por algunos autores. Es monotípica.